# 観世智顕
観世 智顕（かんぜ のりあき、1995年10月15日 - ）は、日本の男性声優、元能楽子方。東京都出身。賢プロダクション所属。

## 略歴
声優を目指したきっかけはゲームで感動したから。「演技ってやっぱりすごいな」「自分も誰かに感動を与えたい」と思ったことから、声優になることを決心したという。
能楽を大成した観阿弥・世阿弥父子の系統を嗣ぐ観世宗家の分家出身で、3歳11か月の時に仕舞『老松』で初舞台を踏み、以降子方として活動。その後、専門学校 東京声優・国際アカデミーの声優養成科を卒業。スクールデュオ卒業後に賢プロダクション所属となる。
中学・高校時代は演劇部に所属していた。

## 人物
趣味・特技には能楽、料理、テーブルトークRPG、読書、執筆、自転車の旅をそれぞれ挙げている。
好きなゲームには『ゼルダの伝説シリーズ』を挙げている。
好きな日常系アニメには『男子高校生の日常』、『聖☆おにいさん』をあげている。

## 出演
太字はメインキャラクター。

### テレビアニメ
2018年
- 新幹線変形ロボ シンカリオン（2018年 - 2022年、小山ダイヤ） - 2シリーズ
- 僕のヒーローアカデミア（2018年 - 2024年、誠刃校受験者、男子生徒、異形市民） - 3シリーズ
- からくりサーカス（2018年 - 2019年、コンビニ客、才賀勝〈青年〉）
- 色づく世界の明日から（客）
- ゾンビランドサガ

2019年
- 進撃の巨人（2019年 - 2020年、新兵、兵士、幼少ベルトルト） - 2シリーズ
- ちはやふる3（2019年 - 2020年、生徒、武井永太、K大かるた部員、新海太一、松林滉 他）
- ポケットモンスター（2019年 - 2022年、レンジ、ホシガリス→ヨクバリス、カメテテ、アリアドス、オトスパス、ナックラー、アイアント 他） - 1シリーズ + 特別編

2020年
- ドラえもん（テレビ朝日版第2期）（王子）
- もっと!まじめにふまじめ かいけつゾロリ（2020年 - 2022年、ジュン、ヤギ男、手下運転手、ラキュラ、トンザブロウ 他） - 3シリーズ

2021年
- SK∞ エスケーエイト（同級生、ギャラリー、タカシ）
- NOMAD メガロボクス2（サンタ）
- SHAMAN KING（2021年 - 2022年、コンチ、バッファロー・リン、ニクロム）
- ふしぎ駄菓子屋 銭天堂（対戦相手）
- 白い砂のアクアトープ（グループ客）
- トロピカル〜ジュ!プリキュア（生徒）
- サクガン（ユーリ団A）

2022年
- 平家物語（仲綱の従者、斎藤五）
- デリシャスパーティ♡プリキュア（生徒、高木晋平、ボディーガード）
- 魔法使い黎明期（カディ）
- ぼっち・ざ・ろっく!（コメント）
- 恋愛フロップス（男子生徒）

2023年
- スキップとローファー（曽賀）
- サザエさん
- MFゴースト（セコンドC、観客、秋元）
- ビックリメン（生徒）
- 『ヒプノシスマイク-Division Rap Battle-』Rhyme Anima +（ケンジ）

2024年
- SHAMAN KING FLOWERS（コンチ、雷電）
- 異世界でもふもふなでなでするためにがんばってます。（カーディンス）
- メタリックルージュ（青年）
- ガールズバンドクライ（通行人A）
- 魔王学院の不適合者 II 〜史上最強の魔王の始祖、転生して子孫たちの学校へ通う〜（竜人、黒服男子）
- BEYBLADE X（患者）
- 株式会社マジルミエ（冷却系怪異）
- 妖怪学校の先生はじめました!（2024年 - 2025年、人面魚、小古曽探、主、烏丸天丸）
- ぷにるはかわいいスライム（2024年 - 2025年、生徒） - 2シリーズ
- ダンダダン（男子B）

2025年
- 異修羅（村人）
- TO BE HERO X（来客）
- 美男高校地球防衛部ハイカラ!（卯花惣輔）

### 劇場アニメ
2010年代
- 甲鉄城のカバネリ 海門決戦（2019年）
- 天気の子（2019年）
- 劇場版 新幹線変形ロボ シンカリオン 未来からきた神速のALFA-X（2019年、小山ダイヤ）

2020年代
- 劇場版ポケットモンスター ココ（2020年、スカンプー）
- 映画 ヒーリングっど♥プリキュア ゆめのまちでキュン!っとGoGo!大変身!!（2021年、街の人々）
- 劇場版マクロス（2021年） - 2作品
- サマーゴースト（2021年、男子生徒）
- すずめの戸締まり（2022年）
- 好きでも嫌いなあまのじゃく（2024年、あらた）

- 劇場版 うたの☆プリンスさまっ♪ TABOO NIGHT XXXX（2025年）

### Webアニメ
- 雪ほどきし二藍（2022年）
- LUPIN ZERO（2022年、同級生D）
- 幼なじみのカルボウ（2024年、ワシボン[16]）

### ゲーム
- Readyyy!（2019年、胡桃沢タクミ[17]）
- リネージュM（2019年、友人の警備兵）
- Galaxyz（クレリオ）
- 御伽活劇 豆狸のバケル 〜オラクル祭太郎の祭難!!〜（2023年、ウラシマタロウ）
- 夢職人と忘れじの黒い妖精（2023年、マチュ）
- モンスターハンターワイルズ（2025年）
- ポケモンマスターズEX（2025年、イリマ[18]）

### 吹き替え

#### 映画
- ファンタスティック・ビーストと黒い魔法使いの誕生（2018年、マクラーゲン〈アルフィー・シモンズ〉[19]）
- エターナルズ（2021年、男子生徒4[20]）
- ドクター・ストレンジ/マルチバース・オブ・マッドネス（2022年、脅す悪霊[21]）
- ホワイト・ノイズ（2022年）
- マッドマックス:フュリオサ（2024年[22]）

#### ドラマ
- ムーンナイト（2022年）
- ウェンズデー（2022年）
- アガサ・オール・アロング（2024年、少年）
- ザ・エージェンシー（2025年、サイモン〈ビラル・ハスナ〉）
- 惑い(ニコ<フランチェスコ・D・ガウディオ>)
- アガサ・オール・アロング（2024年、ビリー）

#### ボイスコミック
- 恋は気づくと始まっている（2025年、鬼辻・ザトウクジラ・男子生徒3・男子生徒8・前の学校の男子生徒3

）

## ディスコグラフィ

### キャラクターソング
| 発売日         | 商品名                                | 歌 | 楽曲                                                        | 備考                                                          |
| -------------- | ------------------------------------- | --- | ----------------------------------------------------------- | ------------------------------------------------------------- |
| 2018年4月14日  | Readyyy! Project                      | SP!CA | 「Special Nu World」                                        | ゲーム『Readyyy!』関連曲                                      |
| 2018年6月3日   | Readyyy! Project 第2弾                | SP!CA | 「SP!CA 〜Blue Light Stars〜」                              | ゲーム『Readyyy!』関連曲                                      |
| 2018年9月22日  | Readyyy! Project 第3弾                | SP!CA | 「MY BEST FRIENDS」                                         | ゲーム『Readyyy!』関連曲                                      |
| 2019年3月27日  | Readyyy! Selections                   | SP!CA、摩天ロケット、Just 4U、RayGlanZ、La-Veritta | 「Special Medley」                                          | ゲーム『Readyyy!』関連曲                                      |
| 2019年8月17日  | Readyyy! 第4弾                        | SP!CA | 「Running to the top」 「nineteen! feat.SP!CA -short ver-」 | ゲーム『Readyyy!』関連曲                                      |
| 2021年12月22日 | Readyyy! 第5弾                        | SP!CA | 「恋してLADY」                                              | ゲーム『Readyyy!』関連曲                                      |
| 2021年12月22日 | RE:motion                             | SP!CA、摩天ロケット、Just 4U、RayGlanZ、La-Veritta | 「RE:motion」                                               | ゲーム『Readyyy!』関連曲                                      |
| 2022年4月27日  | 狂気≠深愛 ディストピア / 宵闇ギルティ | 果実のバブル | 「狂気≠深愛 ディストピア」 「宵闇ギルティ」                 | 『Visual Karma』関連曲                                        |
| 2022年6月22日  | Readyyy! T.O.P Idol SHOW!! EP         | Team Shine(柳川彗〈CV: 古田一晟〉、高千穂亜樹〈CV: 梅田修一朗〉、真田淳之介〈CV: 服部想之介〉、綾崎小麦〈CV: 安田駿〉、香坂安吾〈CV: 三浦勝之〉、胡桃沢タクミ〈CV: 観世智顕〉) | ｢シグナル」                                                 | ゲーム『Readyyy!』関連曲                                      |
| 2023年7月30日  | Are you Readyyy？                     | SP!CA、摩天ロケット、Just 4U、RayGlanZ、La-Veritta | 「Are you Readyyy？」                                       | ゲーム『Readyyy!』関連曲                                      |
| 2025年7月23日  | 美男高校地球防衛部ハイカラ！ OP&ED    | ハイカラ浪漫団 | 「ハイカラ de GO!!」                                        | テレビアニメ『美男高校地球防衛部ハイカラ!』オープニングテーマ |
| 2025年8月27日  | 我らハイカラ浪漫団！                  | 卯花惣輔（観世智顕） | 「ordinary routine」                                        | テレビアニメ『美男高校地球防衛部ハイカラ!』関連曲             |

## ライブ・イベント

### 合同ライブ
| 出演日             | タイトル                                                                               | 会場                             |
| ------------------ | -------------------------------------------------------------------------------------- | -------------------------------- |
| 2018年2月14日      | 『Readyyy!』プロジェクト2月14日制作発表vol.1                                           | 六本木ニコファーレ（東京都）     |
| 2018年3月14日      | 『Readyyy!』プロジェクト3月14日制作発表Vol.2                                           | 六本木ニコファーレ（東京都）     |
| 2018年4月14日      | 【セガフェス2018】『Readyyy!』ゴー☆ルドステージ Vol.0 〜僕ら、本格始動します！〜       | ベルサール秋葉原（東京都）       |
| 2018年4月28日      | 『Readyyy!』ゴー☆ルドステージ Vol.1 〜僕ら、明日に向かって歌います！〜                 | 原宿クエストホール（東京都）     |
| 2018年5月13日      | 『Readyyy!』ゴー☆ルドステージ Vol.2 〜僕ら、晴れやかにおもてなしします！〜             | よみうりホール（東京都）         |
| 2018年6月3日       | 『Readyyy!』ゴー☆ルドステージ Vol.3 〜僕ら、雨ニモマケズおもてなしします！〜           | よみうりホール（東京都）         |
| 2018年7月16日      | 『Readyyy!』ゴー☆ルドステージ Vol.4 〜僕ら、夏の太陽より熱くおもてなしします！〜       | よみうりホール（東京都）         |
| 2018年7月21日      | 『Readyyy!』ゴー☆ルドステージ Vol.4.5 〜僕ら、池袋で2日間おもてなしします！〜          | セガ池袋GiGO 7F（東京都）        |
| 2018年8月26日      | 『Readyyy!』ゴー☆ルドステージ Vol.5 〜僕ら、夜空の花火よりも盛大におもてなしします！〜 | よみうりホール（東京都）         |
| 2019年5月11日      | Readyyy! Happyyy! Partyyy! 2019                                                        | 日本消防会館（東京都）           |
| 2019年8月14日      | ディアプロ夏祭り〜OTODAMA de ソイヤ！〜                                                | OTODAMA SEA STUDIO（神奈川県）   |
| 2020年2月8日       | Readyyy! 2nd anniversary LIVE "THE NEW MOMENT"                                         | 恵比寿 The Garden Hall（東京都） |
| 2021年3月13日,14日 | Readyyy! 3rd anniversary Live "LINK THE MOMENT"                                        | Yokohama 1000 CLUB（神奈川県）   |
| 2022年2月13日      | Readyyy! 4th Anniversary Live "Twinkle of Protostars"                                  | 豊洲ピット（東京都）             |